# 薄柱草属
薄柱草属（学名：Nertera）是茜草科下的一个属，为纤弱草本植物。该属共有约17种，分布于马来西亚、大洋洲和南美。

## 物种
本属包括以下物种：
- 红果薄柱草 Nertera granadensis
- 黑果薄柱草 Nertera nigricarpa
- 薄柱草 Nertera sinensis